# Mariengrotte (Werbachhausen)
Die Mariengrotte (auch Lourdesgrotte genannt) in Werbachhausen, einem Ortsteil von Werbach im Main-Tauber-Kreis, befindet sich in Nähe der Pfarrkirche St. Laurentius am Leidenweg 1. Sie ist Eigentum der römisch-katholischen Kirchengemeinde Großrinderfeld-Werbach, die dem Dekanat Tauberbischofsheim des Erzbistums Freiburg zugeordnet ist. Die Mariengrotte ist ein Kulturdenkmal der Gemeinde Werbach.